# Joshua Bolten
Joshua Brewster Bolten, nacido el 16 de agosto de 1954, fue el jefe de gabinete de la Casa Blanca con el presidente George W. Bush del 14 de abril de 2006 al 20 de enero de 2009.

## Biografía
Hijo de Seymour Bolten, empleado de la CIA y Analouise Bolten, que enseñó historia del mundo en la Universidad George Washington, Joshua B. Bolten se graduó en la escuela St. Albans, de la Woodrow Wilson School en la Universidad de Princeton (1976) y en la Facultad de Derecho de la Universidad de Stanford (1980). En 1993, Bolten enseñó comercio internacional en la Yale Law School.
Fue durante 3 años Abogado General de la Oficina de Comercio de los Estados Unidos y, durante un año, ayudante de asuntos legislativos con George H. W. Bush.
En 1994 y 1999, fue director ejecutivo de asuntos jurídicos de Goldman Sachs en Londres.
Bolten fue director de política con el candidato republicano George W. Bush durante la campaña presidencial de 2000, subdirector de la Oficina de la Casa Blanca 2001 a 2003 y Director de la Oficina de Administración y Presupuesto (OMB).
En 2006, sustituye a Andrew Card como jefe de personal de la Casa Blanca, y se convirtió en la segunda persona de fe judía en este cargo. Rahm Emanuel, también de ascendencia judía, lo sucedió en el cargo.

## Vida personal
Joshua Bolten toca guitarra (Bajo eléctrico) en una banda llamada The Compassionates y disfruta de andar en su motocicleta Harley Davidson Fatboy con la que llegaba en las mañanas a la Casa Blanca.